# Виды, находящиеся на грани полного исчезновения
«Находящиеся на грани полного исчезновения» («На грани исчезновения», «Под критической угрозой») (англ. Critically Endangered, CR) — охранный статус, который Международный Союз Охраны Природы (МСОП) присваивает биологическим видам или инфравидовым таксонам, имеющим чрезвычайно высокий риск исчезновения в дикой природе.
Отнесение таксонов к этой категории означает, что их численность сократилась или может сократиться на 80 % в течение трёх поколений или 10 лет.  Есть также другие критерии: область распространения вида менее 100 км2, при этом есть угроза фрагментации или сокращения ареала, численность составляет менее 250 половозрелых особей, при сокращении численности на 25 % за 3 года или 1 поколение. МСОП не относит таксоны к категориям исчезнувших (EX, EW) до тех пор, пока не будет осуществлено масштабных специальных исследований, в связи с этим имеется вероятность, что таксоны, имеющие статус «Находящиеся на грани полного исчезновения», в действительности уже исчезли.
К видам, которые находятся на грани полного исчезновения, по состоянию на 18 ноября 2016 г. относились 4749 видов, в том числе 2427 видов животных, 4 вида грибов, 2314 видов растений, 4 вида хромистов. По состоянию на 2020 год, к этой категории отнесены 7762 вида, в том числе 4337 видов растений, 3395 видов животных, 30 видов грибов и протист.

## Галерея
- Флоридская пума
- Бубал Хантера
- Карликовый ленивец
- Шлемоносный манакин-арарипе
- Мадагаскарские нырки
- Ямайская игуана
- Мадагаскарская клювогрудая черепаха
- Чернобрюхая дискоязычная лягушка